# Shadhiliyya

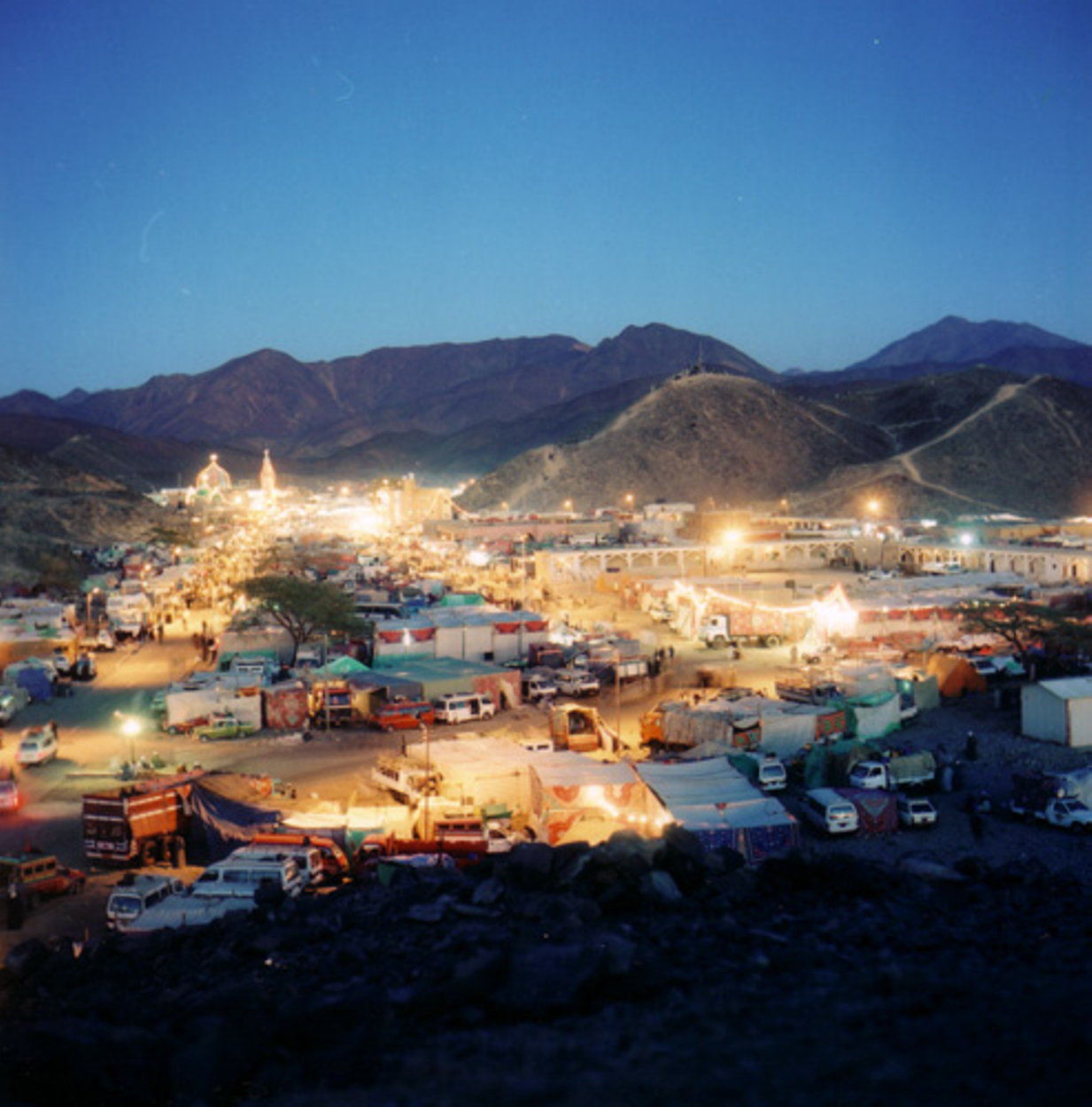
Il Sacro Dargah di Imam Shadhili, Humaithara, Egitto

La ṭarīqa (confraternita) della Shādhiliyya è un ordine Sufi fondato da Abu l-Hasan al-Shadhili nel XIII secolo. I suoi seguaci (murīd, in arabo "cercatori") sono talvolta noti come Shādhilī.
Storicamente questa confraternita ha rivestito una grande importanza in Maghreb e in Egitto - molti esponenti di primo piano dell'Università Al-Azhar del Cairo sono stati, infatti, suoi aderenti - contribuendo in misura significativa allo sviluppo della letteratura araba, pur nella sua fase di decadenza post-classica. Tra le figure più note per i loro contributi intellettuali e letterari si possono citare Ibn 'Ata Allah (XIII secolo), che fu autore di una celebrata collezione di aforismi ("Hikam"), e gli sceicchi Ahmad Zarruq (1442-1493) e Ahmad ibn Ajiba (1747-1809), entrambi autori di svariati commentari e opere a carattere etico, filosofico, religioso e giurisprudenziale. Nella poesia che esprime l'amore per Maometto, si ricordano i contributi di al-Jazuli (XV secolo), autore del libro di preghiere "Dala'il al-Khayrat", e di Busiri (1211-1294), che scrisse il Poema del mantello.
Nel corso dei secoli, la Shādhiliyya si è articolata in diverse ramificazioni: i Fassiyatush, maggiormente presenti in India, Sri Lanka, e Pakistan; il ramo Darqawi, diffusosi in Marocco, e la Alawiyya - nessuna connessione con l'Alevismo o gli Alauiti turchi e siriani - originatasi in Algeria e in seguito diffusasi in tutto il mondo, in particolare in Siria, Giordania, Francia, diversi paesi anglofoni e anche in Italia, tramite il ramo ulteriore dell'Isma‘iliyya.
Il pittore impressionista svedese e studioso Sufi Ivan Aguéli (1869-1917) fu il primo Muqaddam (rappresentante) ufficiale dell'ordine Shādhilī nell'Europa Occidentale; a lui si deve l'iniziazione al sufismo del filosofo francese René Guénon (1886-1951), un'influenza riscontrabile - quella Shādhilī - anche nelle numerose opere sulla tradizione e sulla modernità realizzate da Guénon.

## Rami
La Shādhiliyya ha approssimativamente 72 branche sparse per il globo. I pochi rami principali sono elencati qui sotto.

### Fassiyya
La confraternita sufi Fassiyatush shadhili è stata fondata da Quṭb al-wujūd ghutuz zamāninā al-shaykh Muhammad b. Muhammad b. Masʿūd b. ʿAbd al-Rahmān al-Makkī al-Maghribī al-Fassī al-Shadhilī che era marocchino di origine e nato a Mecca. La Fassiyatush Shadhiliyya Archiviato il 14 gennaio 2020 in Internet Archive. è largamente praticata in India, Sri Lanka, Pakistan, Mauritius e Indonesia. I discendenti dell'Imam Fassi che sono sceicchi della Fassiyatush Shādhiliyya e vivono a Mecca e Gedda visitano frequentemente queste nazioni per esercitare l'Ikhwān.

### Darqawiyya
La Darqawiyya, un ramo marocchino dell'ordine Shadhili, è stata fondata nel tardo XIX secolo da Muhammad al-Arabi al-Darqawi. Una selezione delle lettere dello sceicco al-Darqawi è stata tradotta da Titus Burckhardt, iniziato alla Shādhiliyya, e dalla studiosa Ayesha Bewley. Una delle prime turuq a stabilirsi in Occidente fu il ramo 'Alawiyya della Darqawiyya,  così chiamato per lo sceicco Ahmad ibn Mustafa al-ʿAlawi al-Mustaghanimi, popolarmente noto come sceicco al-ʿAlawi. "Un libro significativo su di lui, scritto dal convertito Martin Lings, è Un santo Sufi del XX secolo.".
In Italia è presente il ramo Shadhiliyya-‘Alawiyya-Isma‘iliyya fondato dallo sceicco Isma'il Hedfi Madani.

### Maryamiyya
Il ramo della Maryamiyya fu fondato dallo sceicco ʿĪsā Nūr al-Dīn Ahmad (Frithjof Schuon, 1907-1998), un discepolo europeo dello sceicco Ahmad al-Alawi, che ha istituito la confraternita in Europa e Nord America. Fra i più eminenti studenti di Schuon contiamo Titus Burckhardt (1908-1984), Hossein Nasr (1933-) e Martin Lings (1909-2005), autore di Un santo sufi del XX secolo e di una biografia di Maometto, Il profeta Muhammad. La sua vita secondo le fonti più antiche. Schuon stesso ha scritto diversi libri sull'Islam, fra questi, Comprendere l'Islam, Dimensioni dell'Islam, e Sufismo, velo e quintessenza, oltre a un certo numero di libri sulla filosofia perenne.

### Attasiyah
La Attasiyah è un ramo della confraternita 'Alawi. Ha base in Yemen ma è diffuso anche in Pakistan, India, e Myanmar. La Alawiya in Yemen è stata recentemente studiata dall'antropologo David Buchman. Nel suo articolo "The Underground Friends of God and Their Adversaries: A Case Study and Survey of Sufism in Contemporary Yemen", il professor Buchman descrive i risultati di sei mesi di lavoro sul campo in Yemen. L'articolo originariamente è stato pubblicato sulla rivista Yemen Update, vol. 39 (1997), pp. 21-24."
Un'altra figura è lo sceicco Abdalqadir al-Murabit, uno scozzese convertito all'Islam, il cui lignaggio è Shadhili-Darqawi. Attualmente il suo ordine è noto come Murabitun. In altri periodi il suo ordine era noto come Darqawiyya e Habibiyya. Uno dei primi libri scritti dallo sceicco Abdalqadir è stato The Book of Strangers, firmato col nome di Ian Dallas. Qui un breve aneddoto sullo sceicco Abdalqadir nei primi anni settanta".
"Un altro ordine contemporaneo derivato in parte dallo sceicco Abdalqadir al-Murabit è la al-Haydariyyah al-Shadhiliyyah, guidata dallo sceicco Fadlallah Ha'eri. Di discendenza sciita, lo sceicco Fadlallah insegna secondo una base né sciita né sunnita."

### Darqawi Hashimiya
C'è un altro ramo della confraternita Shadhili-Darqawi noto come Shadhili-Darqawi-Hashimi, che si è stabilito sia a Damasco che in Giordania. Questo ramo si è diffuso tramite Sheikh Muhammad al-Hashimi al-Tilmisani che da giovane migrò dal Nord Africa sino a Damasco con la sua guida spirituale (murshid) e fu un discepolo di Sheikh Ahmad al-'Alawi (vedere sopra Martin Lings). Sheikh Muhammad al-Hashimi ricevette l'autorizzazione (ijaza) per essere un murshid della confraternita Shadhili da Sheikh Ahmad al-'Alawi quando questi visitò Damasco nei primi anni venti.
Forse le più note guide spirituali (murshideen) in Occidente di questo ramo della ṭarīqa Shadhili sono Sheikh Nuh Ha Mim Keller e Sheikh Muhammad al-Ya'qubi. Il primo è un americano convertito all'Islam che risiede ad Amman in Giordania; il secondo raccoglie l'eredità spirituale della ṭarīqa dal padre e dal nonno.
Uno studente di Sheikh Tlmansani, Sheikh Muhammad al-Jamal, lavora per Haram al-Sharif o Monte del Tempio a Gerusalemme. Viaggia ogni anno negli USA dove ha numerosi studenti. Ha scritto libria sia in inglese che in arabo sul sufismo, tafsir, e guarigione. I suoi studenti negli USA hanno fondato L'University of Spiritual Healing and Sufism che si occupa della medicina sufi.
Entrambi sono stati studenti di Abd al-Rahman al-Shaghouri.

### Badawiyya
Un altro ramo della Shadhiliyya con gruppi in Egitto, Indonesia, Turchia e America è la Shadhiliyya-Batawyyia fondata dallo sceicco Ibrahim al-Batawi, professore ad al-Azhar per molti anni. Fu un confratello dello sceicco Abd al-Halim Mahmud, sceicco di al-Azhar, che è stato molto influente nel processo di rivitalizzazione del Sufismo in Egitto. L'allievo dello sceicco Ibrahim, lo sceicco Abd Allah Nooruddeen Durkee ha portato la Shadhiliyya-Badawiyya in USA. Lo sceicco Nooruddeen ha tradotto e traslitterato il Corano e ha compilato due libri fondamentali sulla Shadhiliyya, Orizons e Origins.
Nei giorni 17-26 ottobre 1999 il First International Shadhilian Festival si tenne in Egitto. Si è concluso col pellegrinaggio alla tomba di Abu l-Hasan al-Shadhili e durante questo ci sono stati diversi momenti di dhikr collettivi e la recita di qaṣīda, ossia poesie classiche.

## Influenza sul Cristianesimo
Si è supposto che la scuola Shadhili abbia influenzato San Giovanni della Croce, in particolare il suo poema Notte oscura dell'anima, attraverso Ibn Abbad al-Rundi.
Questa influenza è stata suggerita da Miguel Asín Palacios e sviluppato da altri, che hanno tracciato la mappa dettagliata delle connessioni con gli insegnamenti di Ibn Abbad al-Rundi.
Altri studiosi come José Nieto ipotizzano che queste dottrine mistiche siano abbastanza generali e che le similitudini fra San Giovanni della Croce e Ibn Abbad e altri Shadhili siano conseguenze di sviluppi indipendenti, non influenzati l'un l'altro.

## La catena spirituale
La silsila della confraternita Shadhili è la seguente:
- Profeta Maometto
- ʿAlī ibn Abī Ṭālib
- Hasan al-Basri
- Habib al-‘Ajami
- Dawud al-Ta'i
- Ma‘ruf al-Karkhi
- Sari al-Saqati
- Abu l-Qasim al-Junayd
- Abu Bakr al-Shibli
- Abu Faraj ‘Abd al-Wahhab al-Tamimi
- Abu l-Faraj al-Tartusi
- Abu l-Hasan ibn ‘Ali Yusuf
- Sa‘id al-Mubarak
- Abd al-Qadir al-Gilani
- al-Ghawth Abu Madyan
- ‘Abd al-Rahman al-‘Attar al-Zayyat
- Abd al-Salam Ben Mshish
- Abu l-Hasan al-Shadhili